# Lyssa aurora
Lyssa aurora is een vlinder uit de familie van de uraniavlinders (Uraniidae). De wetenschappelijke naam van de soort is voor het eerst geldig gepubliceerd in 1877 door Salvin & Godman.